# Asilus enitens
Asilus enitens là một loài ruồi trong họ Asilidae. Asilus enitens được Walker miêu tả năm 1871. Loài này phân bố ở vùng Cổ Bắc giới.